# ETV7
ETV7 (англ. ETS variant 7) – білок, який кодується однойменним геном, розташованим у людей на короткому плечі 6-ї хромосоми. Довжина поліпептидного ланцюга білка становить 341 амінокислот, а молекулярна маса — 38 998.
| 10         |  | 20         |  | 30         |  | 40         |  | 50         |
| ---------- |  | ---------- |  | ---------- |  | ---------- |  | ---------- |
| MQEGELAISP |  | ISPVAAMPPL |  | GTHVQARCEA |  | QINLLGEGGI |  | CKLPGRLRIQ |
| PALWSREDVL |  | HWLRWAEQEY |  | SLPCTAEHGF |  | EMNGRALCIL |  | TKDDFRHRAP |
| SSGDVLYELL |  | QYIKTQRRAL |  | VCGPFFGGIF |  | RLKTPTQHSP |  | VPPEEVTGPS |
| QMDTRRGHLL |  | QPPDPGLTSN |  | FGHLDDPGLA |  | RWTPGKEESL |  | NLCHCAELGC |
| RTQGVCSFPA |  | MPQAPIDGRI |  | ADCRLLWDYV |  | YQLLLDTRYE |  | PYIKWEDKDA |
| KIFRVVDPNG |  | LARLWGNHKN |  | RVNMTYEKMS |  | RALRHYYKLN |  | IIKKEPGQKL |
| LFRFLKTPGK |  | MVQDKHSHLE |  | PLESQEQDRI |  | EFKDKRPEIS |  | P          |

A: Аланін

C: Цистеїн

D: Аспарагінова кислота

E: Глутамінова кислота

F: Фенілаланін

G: Гліцин

H: Гістидин

I: Ізолейцин

K: Лізин

L: Лейцин

M: Метіонін

N: Аспарагін

P: Пролін

Q: Глутамін

R: Аргінін

S: Серин

T: Треонін

V: Валін

W: Триптофан

Кодований геном білок за функцією належить до репресорів. 
Задіяний у таких біологічних процесах, як транскрипція, регуляція транскрипції, альтернативний сплайсинг. 
Білок має сайт для зв'язування з ДНК. 
Локалізований у ядрі.